# Aschenputtel (1955)
Aschenputtel ist ein deutscher Märchenfilm von Fritz Genschow aus dem Jahr 1955. Der Film basiert auf dem Grimm’schen Märchen Aschenputtel. In der Titelrolle ist Rita-Maria Nowotny besetzt, Änne Bruck ist als Stiefmutter zu sehen und Renée Stobrawa als Gute Fee. Fritz Genschow führte nicht nur Regie, sondern schrieb auch das Drehbuch und produzierte den Film. Zudem übernahm er die Rolle des Vaters der traurigen Hauptfigur.

## Handlung
Auf einem Bauernhof lebt das Mädchen Margrit. Ihre Stiefmutter und ihre beiden Stiefschwestern namens Hulla und Trulla sind eitel und behandeln sie herablassend. Ihr Vater, der viel unterwegs ist, bemerkt es nicht. So muss Margrit die gesamte anfallende Arbeit allein verrichten und wird von der Stiefmutter und deren Töchtern auch noch als Aschenputtel verspottet. Einsam und verzweifelt fristet das Mädchen seine Tage, nur den Tieren des Hofes kann es sein Leid klagen. Eines Tages erscheint ein Wesen aus den Wurzeln eines Baumes. Es nennt sich Quirliquax und ruft nach dem Geist des Baumes; eine gute Fee – Urla – erscheint. Gemeinsam beschließen sie, Aschenputtel zu helfen.
Der Prinz sucht eine Frau, findet aber nicht die richtige. Quirliquax verwandelt sich in einen Hofnarren und zeigt dem Prinzen den richtigen Weg, eine passende Frau zu finden. Der Prinz veranstaltet ein Volksfest, zu dem er alle jungen Mädchen einlädt. Auch die beiden Stiefschwestern wollen natürlich auf dieses Fest. Quirliquax – er hat sich in einen Friseur verwandelt – verunstaltet ihre Haare. Aschenputtel träumt ebenfalls davon, auf dieses Fest zu gehen. Ihre entsprechende Bitte an die Stiefmutter beantwortet diese damit, dass sie Margrit befiehlt, die von ihr in die Asche geschütteten Linsen wieder herauszupulen. Nur wenn sie das schaffe, dürfe sie mit. Die gute Fee Urla sendet Tauben, die Aschenputtel helfen und die Linsen aus der Asche picken. Sodann zaubert Urla einen goldenen Wagen und ein Festkleid herbei, aus den Hoftieren werden Kutscher und Pferde, so dass Aschenputtel das Fest besuchen kann.
Der Prinz hat einen Traum, in dem er einem Mädchen begegnet, das Aschenputtels Antlitz hat, woran Quirlifax seinen Anteil hat. Auf dem Fest erkennt der Prinz in Aschenputtel das Mädchen aus seinem Traum wieder. Um Mitternacht verschwindet die junge Frau jedoch. Wiederum steht ein Ball im Schloss an. Wieder steht Aschenputtel am Grab ihrer Mutter und bittet das dort eingepflanzte Bäumchen: „Bäumchen rüttel dich und schüttel dich, wirf Gold und Silber über mich.“ Und so geschieht es. Auch in dieser Nacht verschwindet die junge Frau und bleibt unauffindbar. Der Prinz startet einen weiteren Versuch, noch einmal gibt er ein rauschendes Fest, zu dem auch Aschenputtel wieder erscheint. Wie bereits zweimal zuvor, läuft die junge Frau jedoch um Mitternacht davon, allerdings bleibt diesmal einer ihrer goldenen Schuhe zurück, den sie in der Eile auf der Treppe verloren hat. Der Prinz sucht nun im ganzen Land nach der Frau, der dieser zierliche Schuh passt, weil er fest entschlossen ist, sie zu seiner Königin zu machen.
Letztendlich stellt sich heraus, dass nur Aschenputtel dieser Schuh passt. Nur wenig später ist die Hochzeit. Aschenputtel bestimmt, dass die bösen Stiefschwestern ein Jahr lang die Arbeit verrichten müssen, die sie ihr aufgebürdet hatten.

## Produktion

### Produktionsnotizen

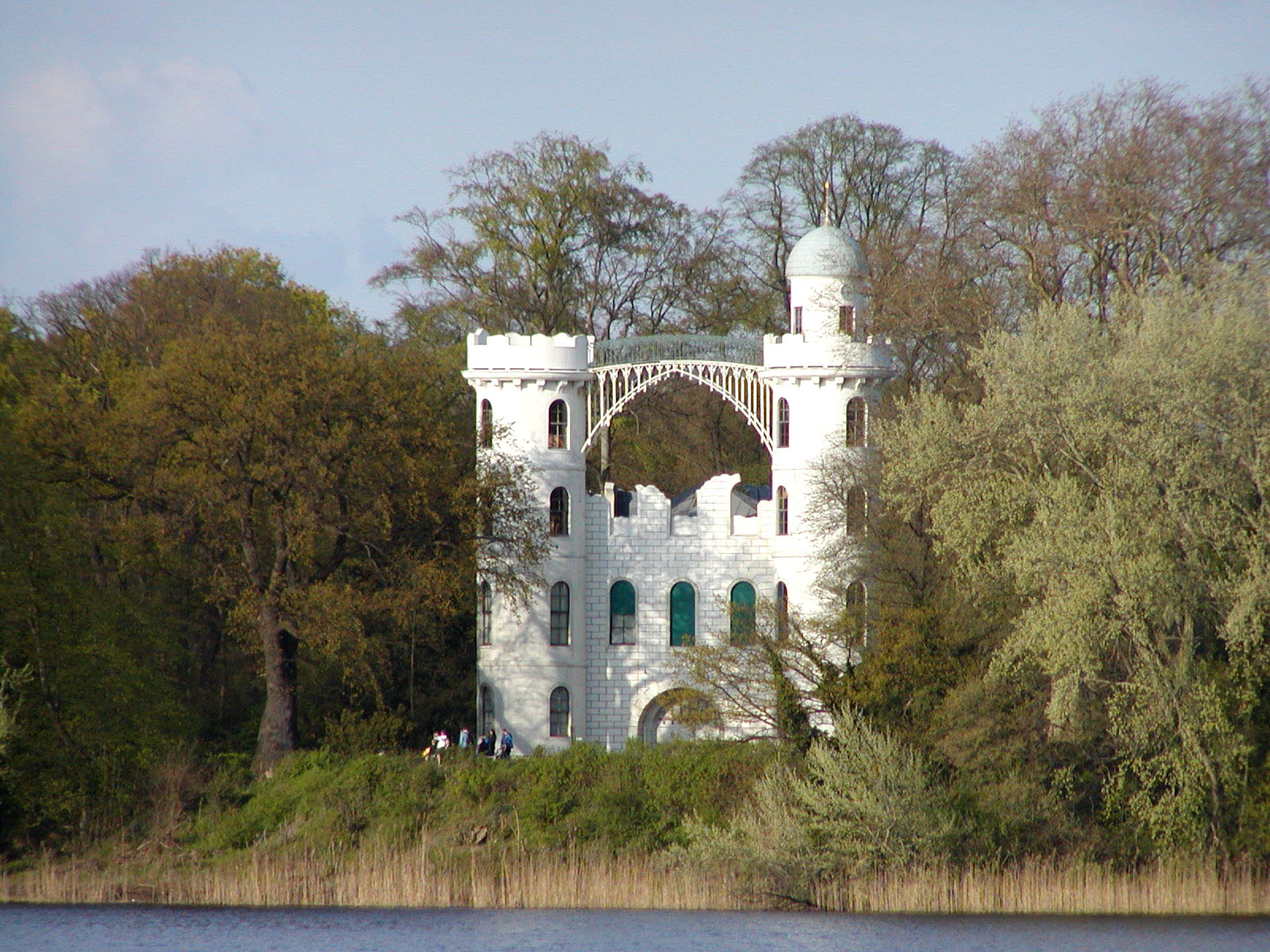
Das Prinzenschloss

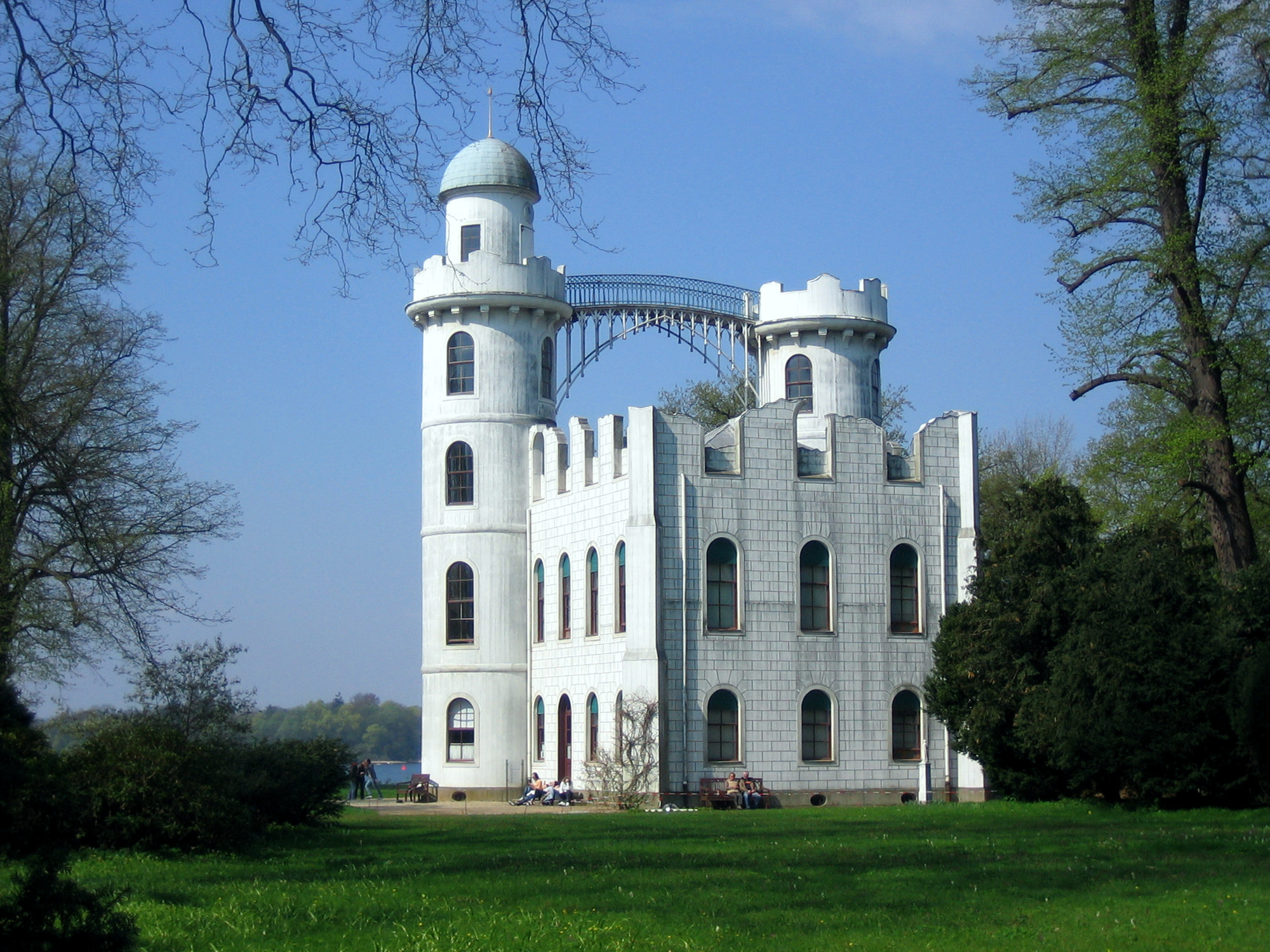
Die Rückseite

Die Dreharbeiten fanden vom 11. Juli bis zum 8. August 1955 im Atelier Berlin-Wannsee statt. Das Schloss des Prinzen steht auf der Pfaueninsel. Weitere Außenaufnahmen entstanden am Schloss Charlottenburg, Jagdschloss Grunewald, im Glienicker Volkspark und am Immanuel-Krankenhaus. Waldemar Volkmer schuf die Filmbauten, Produzent, Regisseur und Autor Fritz Genschow war zugleich Produktionsleiter.

### Veröffentlichung
Die Uraufführung des Films in der Bundesrepublik Deutschland erfolgte am 4. September 1955. Am 21. Oktober 2004 erfolgte eine Wiederveröffentlichung in Deutschland. In Finnland wurde der Film unter dem Titel Tuhkimo ja prinssi am 23. November 1958 veröffentlicht, in den Vereinigten Staaten unter dem Titel Cinderella im November 1966. Eine Veröffentlichung des Films erfolgte zudem in Australien sowie in Spanien und Venezuela unter dem Titel Cenicienta.

## Rezeption

### Kritik
Ronald M. Hahn/Volker Jansen und Norbert Stresau bemerken in ihrem Lexikon des Fantasy-Films: „Die Handlung wurde um einige Tanz- und Gesangseinlagen gestreckt und wartet mit Figuren auf, die in der literarischen Vorlage nicht in Erscheinung treten.“
Der Kritiker des Filmbeobachters stellte fest: „Ein Sonderlob verdient der Darsteller des Hofnarren, der einzige, der einer erfundenen Nebenfigur Leben einzuhauchen verstand.“
Das Lexikon des internationalen Films war weniger kritisch: „Ein für seine Zeit recht annehmbarer Märchenfilm.“

## Auszeichnung
Die FBL verlieh dem Film das Prädikat wertvoll.